# فابین کاموس
فابین کاموس (انگلیسی: Fabien Camus؛ زادهٔ ۲۸ فوریهٔ ۱۹۸۵) بازیکن فوتبال اهل تونس است.
از باشگاه‌هایی که در آن بازی کرده‌است می‌توان به باشگاه فوتبال رویال شارلوا، باشگاه فوتبال خنک، باشگاه فوتبال تروا، و باشگاه فوتبال المپیک مارسی اشاره کرد.
وی همچنین در تیم ملی فوتبال تونس بازی کرده‌است.